# Pla d'Urgell
Le Pla d'Urgell est une comarque de Catalogne (Espagne) ayant pour capitale Mollerussa. Elle a été créée en 1988 (loi 5/1988), en même temps que l'Alta Ribagorça et le Pla de l'Estany. Appelée au Haut Moyen Âge Plana de Mascançà, elle tient son nom actuel du fait qu'il s'agit de la partie la plus plate de l'ancien Comté d'Urgell. Avant la création de la comarque en 1988, ses communes étaient réparties entre les comarques voisines de la Noguera (Bellvís, Linyola et El Poal), l'Urgell (Barbens, Castellnou de Seana, Ivars d'Urgell, Vilanova de Bellpuig i Vila-sana), les Garrigues (Torregrossa) i le Segrià (Bell-lloc d'Urgell, Fondarella, Golmés, Mollerussa, Miralcamp, El Palau d'Anglesola i Sidamon). Ces seize communes occupent une surface de 305,13 km2 et leur population s’élevait en 2018 au total à 36 740 habitants. Elle est limitrophe au nord de la Noguera, à l'est de l'Urgell, au sud des Garrigues et à l'ouest du Segrià.

## Carte
| Anoia Bages Segarra Solsonès Conca de · Barberà Moianès Osona Berguedà Basse · Cerdagne Alt · Urgell Pallars · Sobirà Val d'Aran Alta · Ribagorça Pallars · Jussà Noguera Urgell Pla · d'Urgell Segrià Garrigues Alt · Penedès Baix · Llobregat Barcelonès Vallès · Occidental Maresme Vallès · Oriental Ripollès Garrotxa Alt Empordà Pla de · l'Estany Gironès Selva Baix · Empordà Garraf Baix · Penedès Tarragonès Alt · Camp Baix · Camp Priorat Ribera · d'Ebre Terra · Alta Baix Ebre MontsiàFrance Pyrénées-Orientales Ariège Haute · Garonne Andorre Aragon Communauté valencienneMer Méditerranée |

## Toponymie
La zone correspondant au Pla d'Urgell était occupée avant l'arrivée des Romains par des tribus d'un peuple ibère, les Ilergetes, qui avaient pour capitale l'actuelle Lérida. Cette contrée fut connue par la suite sous le nom de Mascançà, probablement d'origine arabe. La désignation de Pla d'Urgell (ou Plana d'Urgell) existait bien avant la création des comarques catalanes (1936), mais elle recouvrait également certaines parties des comarques actuelles des Garrigues (Les Borges Blanques, Juneda), de la Noguera (Bellcaire d'Urgell) et de l'Urgell (Bellpuig). Le nom provient sans doute de l'ancien comté d'Urgell, l'un des plus importants de Catalogne, mais les localités de l'actuel Pla d'Urgell n'appartenaient pas toutes au comté d'Urgell ; en effet, Mollerussa, Sidamon, Miralcamp, Fondarella, Palau d'Anglesola et Golmés, appartenaient à la baronnie d'Anglesola, et donc au comté de Barcelone. Le découpage actuel des évêchés (diocèses d'Urgell et de Solsona) reflète encore cette situation.

## Création de la comarque
Tout commença avec la construction du canal d'Urgell. Mollerussa s'était convertie en une localité très dynamique, qui se trouvait au centre de la zone constituée par les quatre comarques du Segrià, de l' Urgell, de la Noguera et des Garrigues.
Les lois d’organisation territoriale approuvées par la Généralité de Catalogne en 1987 maintinrent tout d’abord les mêmes comarques qu’en 1936. Mais il était prévu que des changements pourraient intervenir et que de nouvelles comarques pouvaient être créées. C’est ainsi que plusieurs communes de la plaine d'Urgell demandèrent la création d’une nouvelle comarque autour de Mollerussa. L'année suivante (1988), la Généralité approuva la mise en place de trois nouvelles comarques, dont celle appelée Pla d'Urgell, avec pour capitale Mollerussa,.

## Géographie

### Relief
Le relief du Pla d'Urgell, comme le dit son nom, est plat. Vu sa situation centrale dans la plaine d'Urgell, les accidents géographiques sont rares : ni collines, ni barrières montagneuses, ni vallées profondes creusées par quelque rivière. Pas non plus de torrents dignes de ce nom.
Cette topographie extrêmement plane ne permet pas l'écoulement des eaux vers les rivières avoisinantes et a engendré des bassins clos ou endoréiques prenant souvent la forme d'étangs ou de marais. 

### Étangs et marais

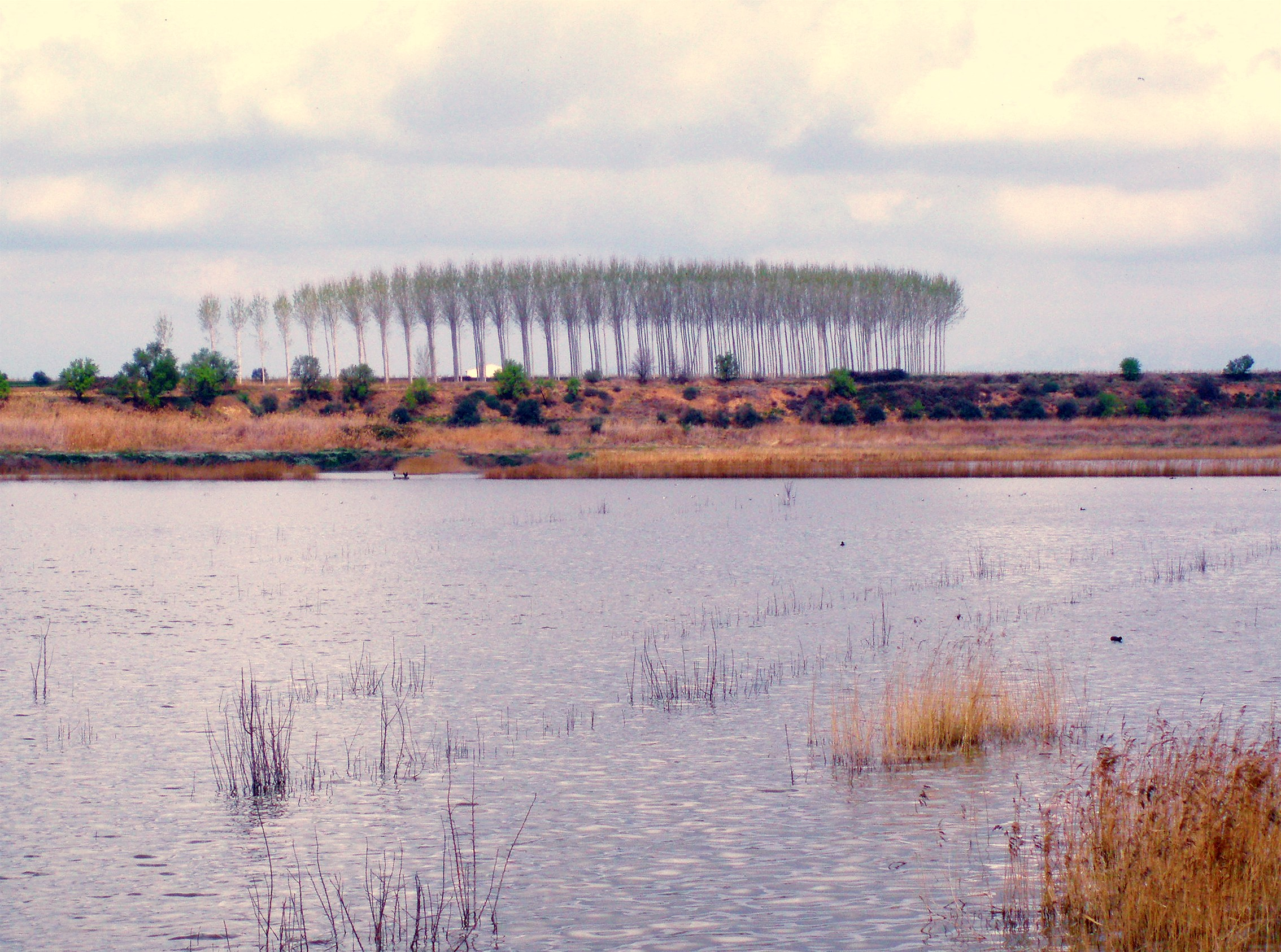
L'étang d'Ivars

Ce relief si plat et peu accidenté résulte des apports massifs de matériaux de toutes sortes par les eaux torrentielles en provenance des montagnes voisines. Ces matériaux se déposèrent en éventail au fond de la Dépression centrale. Les matériaux apportés par les eaux formant barrière, certains secteurs se trouvèrent fermés et sans écoulement. Dans des conditions de climat humide, aux précipitations abondantes, les eaux auraient pu facilement s'ouvrir un chemin. Mais ce secteur de la Dépression centrale est sec et il y pleut rarement. L'eau des ruisseaux s'évapore ou s'infiltre dans le sol avant d'avoir pu atteindre la rivière la plus proche. En outre, la plaine se trouve à basse altitude, entre 200 et 300 m, et ne dépasse que de quelques mètres le cours de la rivière principale, le Sègre, de sorte qu'aucun courant fort ne pouvait être généré pour emporter les eaux et leurs sédiments, d'où la formation de ces zones fermées où l'eau stagne. 
Néanmoins, l'intervention de l'homme a fait disparaître la plupart de ces zones closes, qui ont été drainées par des canaux artificiels facilitant l'écoulement de l'eau vers une rivière, pour être transformées en terres cultivables. 

#### L'étang d'Ivars

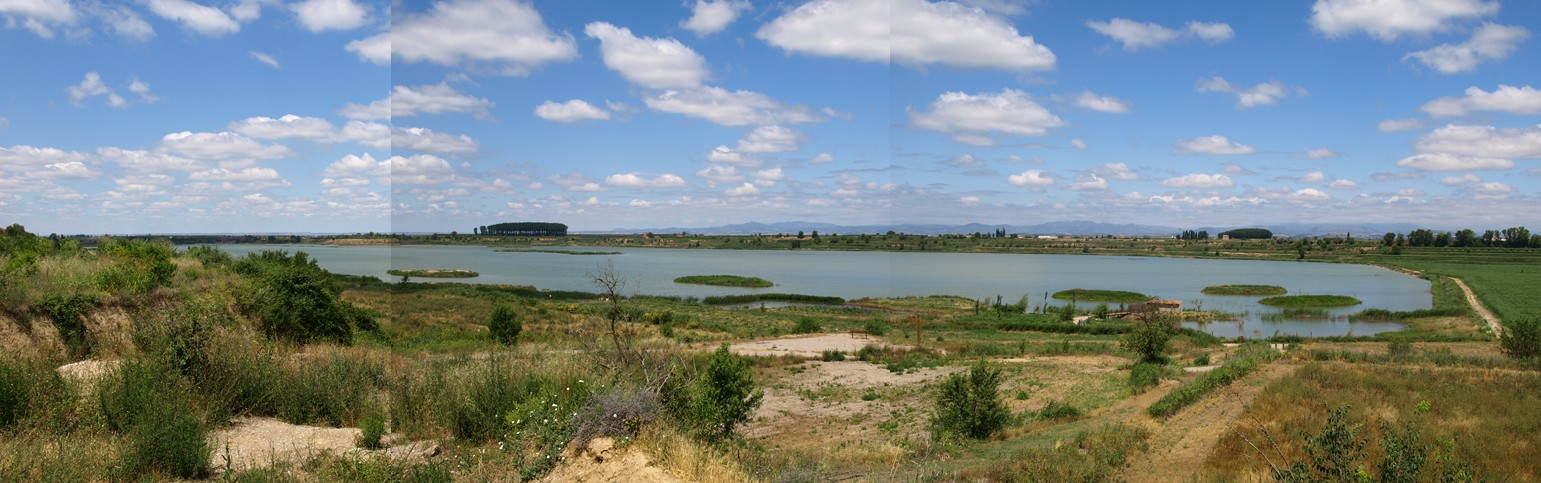
Vue panoramique de l'étang d'Ivars

L'étang d'Ivars ou d'Utxafava, d’une longueur de 2 500 mètres et d’une largeur de 800 mètres pour une profondeur de quatre mètres, à cheval sur les communes d'Ivars d'Urgell et de Vila-sana (appelée Utxafava jusqu’en 1930), fut asséché vers 1950 et transformé en terres irriguées occupées par des vergers et des champs de luzerne et de céréales.
Il a été reconstitué en 2005 pour redevenir un refuge d'oiseaux et une des zones humides les plus importantes de Catalogne. On peut y observer au cours de l'année plus de 210 espèces d'oiseaux, sédentaires, estivaux, hivernants ou de passage. L'hiver y abondent entre autres canards, foulques et vanneaux huppés.

#### Autres étangs
Il y a eu aussi d'autres étangs ou lagunes, comme ceux de la Llacuna, du Conill ou du Pequeny, mais ils sont actuellement asséchés et convertis en terres cultivées. En période de pluies intenses, ils sont à nouveau inondés, mais les canaux de drainage ne tardent pas à les vider. 

### Rivières
Bien que les cours d'eau les plus importants de la comarque soient aujourd'hui constitués de canaux, on y trouve également quelques rivières d'importance mineure, qui charrient peu d'eau et souvent se confondent en partie avec les canaux d'irrigation.
Le Pla d'Urgell est traversé par les rivières Corb et Ondara.
Le Corb prend sa source à l'extrémité nord de la Conca de Barberà et il parcourt la partie méridionale de l'Urgell. Entre Belianes et Bellpuig (Urgell), il se perd entre les vignes et les oliviers et il se confond plus loin avec les canaux d'irrigation et de drainage. Dans la comarque du Pla d'Urgell, son cours est entièrement artificiel. Il se jette dans le Sègre près de Vilanova de la Barca (Segrià), après un parcours de 57 km.
L'Ondara naît à l'extrême sud de la Segarra. Elle passe près de Cervera et Tàrrega, où on lui donne le nom de Reguer. Après Tàrrega, elle reçoit sur sa gauche le Cercavins. Après Anglesola, encore dans la comarque de l'Urgell, puis dans le Pla d'Urgell, son cours se perd entre les ramifications du canal d'Urgell et ses eaux vont théoriquement alimenter le Corb, à moins qu'elles n'aillent se perdre dans quelque ancien marais. 

### Climat

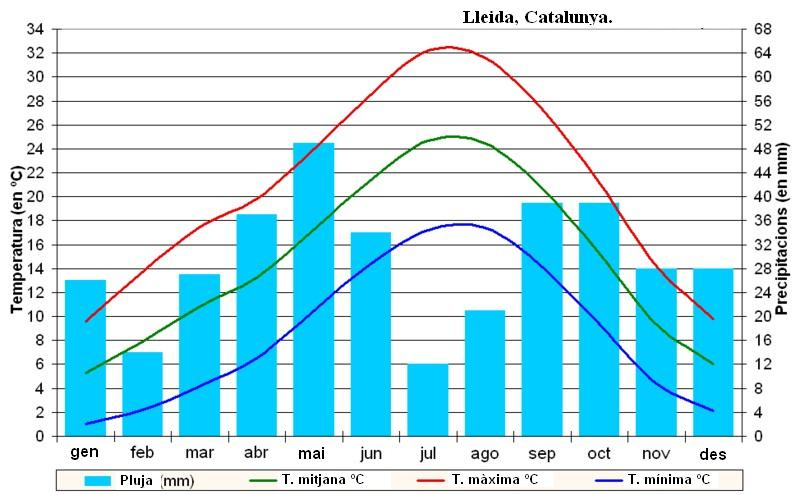
Tableau climatologique de la ville de Lérida (1971-2000)

Le Pla d'Urgell a un climat méditerranéen avec tendance continentale de basse altitude. Vu sa topographie plane et ses dimensions réduites, toute la comarque a le même type de climat. Les hivers sont froids et longs et les étés chauds et de courte durée. On y enregistre une forte amplitude thermique journalière et annuelle. Les brouillards sont fréquents à partir de la fin de l'automne et pendant tout l'hiver. Ils se dissipent parfois en milieu de matinée ou dans l'après-midi, mais ils peuvent aussi persister plusieurs jours de suite, voire plus d'une semaine. Si la température baisse en dessous de zéro en période de brouillard, il se forme du gel sur le sol et les plantes. Les précipitations sont relativement rares.
Les températures moyennes annuelles se situent autour de 14 °C et sont relativement élevées par rapport à celles des comarques voisines, excepté le Segrià. La basse altitude et les reliefs qui séparent la comarque de la mer font que les étés sont très chauds. Les moyennes de juillet se situent entre 24 et 25 °C, alors que celles du mois de janvier tournent autour de 5 °C.
Les précipitations sont rares et irrégulières, avec des moyennes annuelles légèrement supérieures à 400 mm. L'été est la saison la plus sèche. Le mois le plus sec est normalement juillet, bien qu'il ne soit pas rare de trouver au cours de l'année des mois où il ne tombe pas une goutte d’eau, alors que le mois de juillet peut exceptionnellement, certaines années, être le mois le plus pluvieux.

### Végétation
Le paysage du Pla d'Urgell a été tellement modifié qu'il est difficile de dire quelle serait sa végétation spontanée sans l'intervention de l'homme. Avant la construction du canal d'Urgell, la végétation dominante était constituée d'une part d'un maquis bas et de pâtures sèches et d’autre part de marais et de terres à forte salinité. Mais ce paysage qui remontait à un siècle et demi était lui aussi dû à l'intervention humaine, puisqu'y pâturaient chèvres et moutons, certaines terres étant, là où c'était possible, consacrées à la culture.
En se rapportant à la végétation des comarques voisines, on peut penser que la végétation spontanée, si elle n'avait pas été modifiée par l'homme, aurait été constituée de bois de chênes verts. Mais il ne reste aucune trace de ces bois. Pratiquement toute la comarque est aujourd'hui cultivée ou occupée par des constructions.
La seule végétation présentant un certain intérêt est celle qui s'est formée ou, souvent, a été plantée le long des canaux ou dans les champs, comme les peupliers ou les platanes. On y trouve aussi des ormes, des peupliers blancs, des aulnes, des frênes et des saules.

### Population

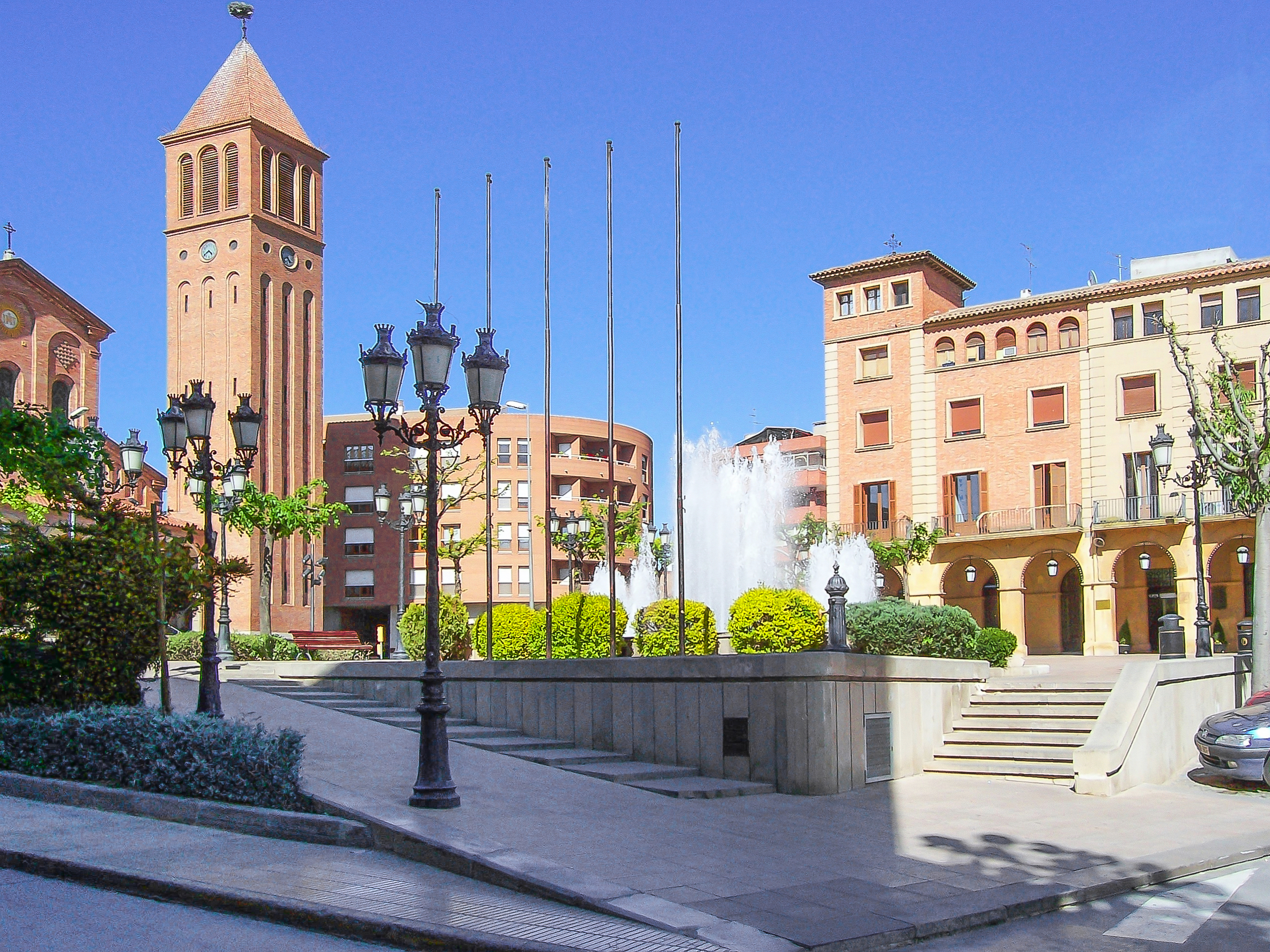
Mairie de Mollerussa, capitale de la comarque

Les conditions naturelles de l'actuelle comarque du Pla d'Urgell n'étaient pas propices à une population importante avant la construction du canal d'Urgell. C'était une terre sèche et plane. L'aridoculture et l'élevage constituaient la base de l'économie de ses habitants. La région a connu une croissance démographique notable dans les années qui suivirent la mise en place des systèmes d'irrigation. Par la suite, la croissance a ralenti, mais se poursuit encore aujourd'hui.
Le recensement de 1857 fait état d'une population de 11 330 habitants. Mollerussa était à l'époque une commune sans grande importance (967 habitants). Torregrossa et Bellvís étaient plus peuplées. Les centres économiques les plus proches étaient Lérida et Tàrrega.
Mais tout changea avec le canal. En dépit des nombreux problèmes des premières années, l'irrigation donna travail et vie aux habitants de la plaine. À partir des années 1880, on enregistre un accroissement notable de la population : 14 064 habitants (1887), 16 783 habitants (1900), 19 470 habitants (1910) et 23 558 habitants (1920). La population double donc entre 1880 et 1920. Et la croissance porte sur toutes les communes, car elles sont toutes largement dotées de terres irriguées.
À partir des années 1920, la croissance s'arrête et la population diminue même légèrement jusqu'au lendemain de la Guerre civile. Mollerussa commence à se détacher des autres communes ; divers services et quelques industries s'y installent et le bourg devient un centre d'attraction pour une zone de plus en plus grande.
Après la guerre, la population augmente à nouveau, tendance qui se poursuit jusqu’aux années 1970, où les chiffres stagnent ou régressent même dans certaines communes. 
En 1986, on recense 28 675 habitants, un peu moins qu’en 1981 (28 806 habitants). Mollerussa, avec ses 8 642 habitants (1986), rassemble 30 % de la population de la commune.
Jusqu’en 2002, la population du Pla d'Urgell monte à nouveau d’environ 5 % (30 393 habitants) et sa capitale Mollerussa atteint les 10 184 habitants, soit une augmentation de plus de 20 %.
La comarque compte 36 740 habitants en 2018, dont 14 740 pour Mollerussa.

## Économie
L'économie du Pla d'Urgell repose sur l'agriculture, l'élevage et les activités industrielles et commerciales qui y sont associées. Bien que petite, la comarque est très active. Les eaux apportées par le canal d'Urgell et le canal Auxiliar font toute la richesse de cette zone où on ne trouvait, il y a un siècle et demi, que champs arides et friches en pâture.

### Agriculture

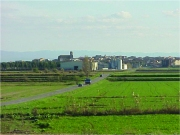
Champs à Linyola

La comarque du Pla d'Urgell correspond à un secteur presque entièrement irrigué, comme le montrent les chiffres suivants : 
- Superficie totale de la comarque : 30 449 ha
Superficie cultivée : 28 764 ha
Superficie non cultivée : 1 685 ha
Superficie irriguée : :28205 ha
Terres cultivées non irriguées : 559 ha
Cultures herbacées :  23 666 ha
Cultures arborées : 5 098 ha
Les ramifications du canal d'Urgell permettent d'irriguer le secteur oriental de la comarque, alors que celles du canal Auxiliar couvrent la moitié occidentale. Seuls quelques secteurs isolés ne bénéficient pas de l'irrigation.

Les terres irriguées sont essentiellement consacrées aux cultures herbacées, notamment de céréales cultivées pour leur grain. On trouve au premier rang le maïs, avec 8 600 ha, suivi du blé, avec  6 120 ha, et de l'orge, avec 700 ha. Parmi les cultures fourragères, c'est la luzerne qui domine, avec 5600 ha. Autres cultures herbacées importantes : les cultures maraîchères, avec 1 220 ha, le tournesol, les vesces et aussi les pommes de terre.
Les cultures arborées revêtent une importance significative, bien que moins que dans le Segrià. Les pommiers occupent 3 000 ha, les poiriers 1 350 ha et les pêchers 250 ha. Le reste relève de l'aridoculture : 300 ha d'amandiers et 60 ha d'oliviers.

### Élevage
Le Pla d'Urgell est depuis des siècles une région consacrée à l'élevage. Dans la plaine paissaient les troupeaux qui transhumaient l'été vers les pâturages des Pyrénées. Aujourd'hui, les techniques ont évolué et la grande majorité des fermes pratique l'engraissage intensif.
L'élevage porcin occupe une position de premier plan, avec quelque 270 000 têtes (1989). Moins importants, l'élevage bovin (13 000 têtes), l'aviculture, avec 70 000 poules pondeuses, l'élevage ovin (32 000 têtes) et celui de lapins (20 000 têtes). Ces chiffres peuvent beaucoup varier d'une année à l'autre en fonction des fluctuations de la demande et des prix sur le marché et des épidémies qui peuvent affecter périodiquement certaines catégories de bétail.

### Industrie
Le Pla d'Urgell possède des industries très spécialisées en relation directe avec la production agricole, par exemple pour la transformation de fruits, le conditionnement du fourrage ou l'élaboration de granulés, la manipulation et la commercialisation de produits hortofruticoles, le séchage des céréales, sans oublier les moulins à huile. Les entreprises concernées sont souvent de petite taille et occupent peu de personnel, ou seulement sur une base saisonnière. Parmi les industries liées à l'élevage, il convient de citer les abattoirs, l'industrie laitière et quelques entreprises de charcuterie, ainsi que la fabrication industrielle d'aliments pour bétail. Ces entreprises sont réparties sur toute la comarque. Mollerussa est le centre industriel le plus important.

## Infrastructure

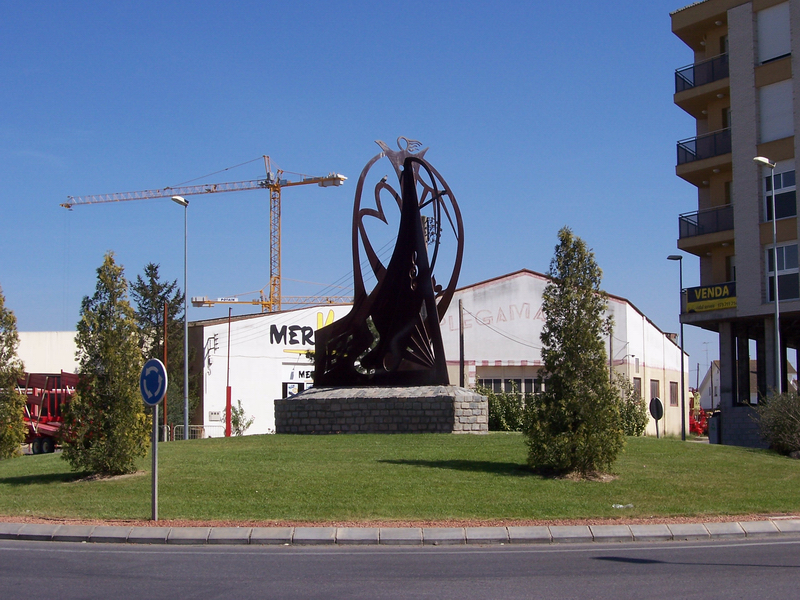
Rond-point sur la N-II à Mollerussa

Le Pla d'Urgell dispose d'une bonne infrastructure de communication. L'axe de communication le plus important est la voie rapide A-2, ancienne route nationale N-II de Barcelone à Madrid, qui traverse la comarque d'est en ouest et passe par Mollerussa. Elle permet de rejoindre Barcelone et Lérida sans avoir à utiliser d'autoroutes.
Les autres routes, locales, assurent une communication aisée entre Mollerussa et les autres localités de la comarque. Le relief très peu accidenté a permis la mise en place d'un réseau routier dense et performant.
Les transports ferroviaires sont assurés par la ligne Barcelone-Manresa-Tàrrega-Mollerussa-Lérida. C'est une ligne secondaire à trafic limité, la plus grande partie des trains longue distance empruntant la ligne Barcelone-Valls-les Borges Blanques-Lérida. Tout comme pour prendre l'autoroute, il faut donc se rendre à Lérida pour prendre le train à grande vitesse.
Le nouvel aéroport de Lleida-Alguaire se trouve à 42 km de Mollerussa, celui de Barcelone-El Prat à 133 km. 

## Démographie
| Communes             | Nombre d'habitants |
| -------------------- | ------------------ |
| Barbens              | 939                |
| Bell-lloc d'Urgell   | 2 289              |
| Bellvís              | 2 266              |
| Castellnou de Seana  | 687                |
| Fondarella           | 792                |
| Golmés               | 1 864              |
| Ivars d'Urgell       | 1 557              |
| Linyola              | 2 660              |
| Miralcamp            | 1 347              |
| Mollerussa           | 14 574             |
| El Palau d'Anglesola | 2 163              |
| El Poal              | 626                |
| Sidamon              | 733                |
| Torregrossa          | 2 190              |
| Vilanova de Bellpuig | 1 170              |
| Vila-sana            | 717                |

| 1497f                                                                                              | 1515f  | 1553f  | 1717   | 1787   | 1857   | 1877   | 1887   | 1900   | 1910   |
| -------------------------------------------------------------------------------------------------- | ------ | ------ | ------ | ------ | ------ | ------ | ------ | ------ | ------ |
| 814                                                                                                | 730    | 971    | 4 296  | 9 141  | 15 825 | 14 717 | 15 188 | 14 398 | 15 096 |
| 1920                                                                                               | 1930   | 1940   | 1950   | 1960   | 1970   | 1981   | 1990   | 1992   | 1994   |
| 15 476                                                                                             | 15 992 | 15 863 | 15 879 | 16 682 | 18 140 | 20 696 | 28 949 | 28 782 | 29 146 |
| 1996                                                                                               | 1998   | 2000   | 2002   | 2004   | 2006   | 2012   | 2014   | 2016   |        |
| 29 116                                                                                             | 29 186 | 29 514 | 30 393 | 31 757 | 34 171 | 37 267 | 37 128 | 36 711 |        |
| De 1497 à 1553 : foyers ; De 1717 à 1981 : population de fait ; Depuis 1990 : population de droit. |        |        |        |        |        |        |        |        |        |

## Politique et gouvernement

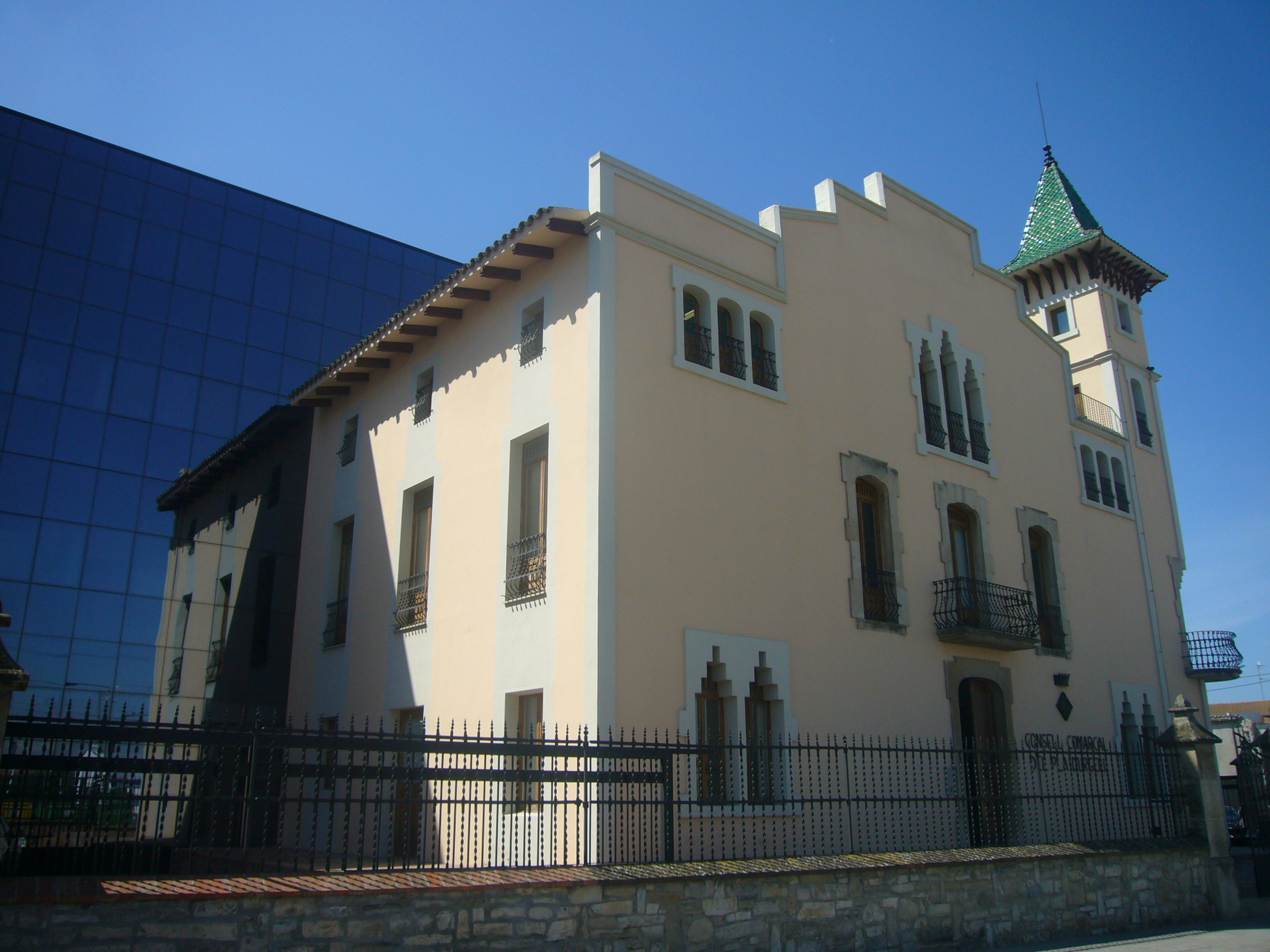
Casa Niubó, siège du Conseil comarcal du Pla d'Urgell

### Conseil comarcal du Pla d'Urgell
Le Conseil comarcal du Pla d'Urgell est une entité formée par le regroupement des communes de la comarque. Il s'est constitué en 1988, un an après l'approbation de la loi sur les conseils comarcaux de Catalogne. Il a son siège à la Casa Niubó, édifice moderniste de l'architecte Ramon Sala Llobet. Il s'agit d'une demeure seigneuriale construite dans les années 1905-1906, édifice d’angle caractérisé par une tour carrée au toit pointu couvert de céramique, ornée d’un beau balcon encastré.

## Communes
Barbens, Bell-lloc d'Urgell, Bellvís, Castellnou de Seana, Fondarella, Golmés, Ivars d'Urgell, Linyola, Miralcamp, Mollerussa, El Palau d'Anglesola, El Poal, Sidamon, Torregrossa, Vilanova de Bellpuig, Vila-sana